# Crematogaster litoralis
Crematogaster litoralis är en myrart som beskrevs av Arnold 1955. Crematogaster litoralis ingår i släktet Crematogaster och familjen myror. Inga underarter finns listade i Catalogue of Life.